# Марселіно Мехья
Марселіно Мехья — тимчасовий президент Гондурасу 8-13 червня 1876 року.